# (1921) Pala
(1921) Pala (1973 SE) – planetoida z pasa głównego asteroid okrążająca Słońce w ciągu 5,95 lat w średniej odległości 3,28 j.a. Odkryta 20 września 1973 roku.